# Аутоматски прекидач
Аутоматски прекидач или аутоматски осигурачи је самостални електрични прекидач, конструисан да заштити електричну мрежу од оштећења изазваним преоптерећењем струјом или струјом кратког споја. 
За разлику од осигурача, који после обављања своје функције више није способан за рад и мора се заменити новим, аутоматски прекидач (осигурач) се може поново вратити у рад (ручно или аутоматски). 
Аутоматски прекидачи се производе у разним величинама, од малих кућних, који штите кућну инсталацију, до великих прекидача намењених за заштиту високо-напонских водова целих градова.

## Историјски развој
Првобитни аутоматски прекидач је описао Едисон 1879. са патентном пријавом, иако су његови комерцијални системи дистрибуције електричне енергије користили обичне осигураче .

## Принцип рада
Сви аутоматски прекидачи имају заједнички принцип рада у свом функционисању, мада се могу веома разликовати зависно од напона и струје који прекидају. 
Аутоматски прекидач мора да детектује услове за прекидање струјног кола. У ниско напонској мрежи ово је уобичајено урађено у самом прекидачу. Аутоматски прекидачи за јаке струје или за велике напоне, уобичајено су управљани уређајем који врши откривање ситуација у којима ће дејствовати аутоматски прекидач. Соленоид који ће извршити укључење механизма прекидача у погон, уобичајено користи батерију, мада неки високо-напонски прекидачи користе струјне трансформаторе, заштитне релеје и интерни извор струје .
Чим је откривена грешка, контакти прекидача се морају отворити да би прекинули коло; за раздвајање контаката се користи неки вид механичке енергије (сабијена опруга или сабијени ваздух). Мали прекидачи могу се ручно вратити у погон, док већи имају соленоиде да покрену дејство и електричне моторе да поново сабију опруге и врате прекидач у рад. 
Контакти аутоматског прекидача морају подносити токове струје без великог грејања, а такође морају и подносити високу температуру која настаје током раздвајања контаката од волтиног лука. Контакти су направљени од бакра или бакарних легура, легура сребра и других материјала. Радни век контаката је ограничен услед трошења у току рада од самог волтиног лука. Мали аутоматски прекидачи, после квара на контактима се морају цели заменити, док велики високо-напонски прекидачи имају могућност замене само контаката. 
Када се прекида струјно коло, на месту прекида ствара се електрични лук (такозвани Волтин лук, по Алесандру Волти). Појава овог лука се мора одиграти у затвореном простору, затим га хладити и угасити у контролисаним условима, тако да новонастали размак између контаката може издржати напон на крајевима контаката без поновног успостављања електричног лука. Прекидачи користе вакуум, ваздух, инертне гасове или уље као медијум у којем се појава електричног лука дешава. Различите технике се користе за гашење лука:
- Издуживање лука
- Појачано хлађење
- Расподела у коморама на више малих лукова
- Повезивање кондензатора у паралелу са контактима (у колима једносмерне струје)

Када се отклоне кварови који су изазвали активирање аутоматског прекидача, контакти морају бити затворени да би се поново успоставило електрично коло.

## Сметње изазване луком
Мали нисконапонски аутоматски прекидачи користе само ваздух за гашење волтиног лука. Они са већим оптерећењима имају металне или неметалне коморе за гашење лука. Гашење лука у коморама се врши магнетним одувавањем електричног лука. 
Гас (уобичајено Сумпор хексафлуорид) се користи у великим аутоматским прекидачима да угасе волтин лук који је издужен помоћу магнетног одувавања. Овај гас (SF6) има високу диелектричну отпорност. 
Вакуумски аутоматски прекидачи имају особеност да волтин лук који се формира у њима има најмању дужину лука јер нема гасова који би се могли јонизовати и успоставити електрично коло (иако остаци контаката који су се одвојили од електрода могу да се појаве у овој средини и изазову појаву волтиног лука). Дужина електричног лука у овим прекидачима је веома мала, свега (<2-3 mm). Вакуумски аутоматски прекидачи се најчешће користе у средње-напонским прекидачима, до 35.000 V. 
Ваздушни аутоматски прекидачи могу да користе ваздух за одувавање електричног лука, или, да се контакти веома брзо заклоне у малу затворену комору, сакривајући се изложеном луку који се у том моменту одувава. 
Аутоматски прекидачи уобичајено могу да прекину ток струје веома брзо: време гашења лука је негде између 30 и 150 ms пошто је механизам покренут.

## Струја кратког споја
Највећа дозвољена струја кратког споја, коју прекидач може да прекине, одређена је тестирањем самог прекидача. Уградња прекидача у коло које има већу струју кратког споја него што је прекидна моћ прекидача, може изазвати неадекватно реаговање и неуспешно искључивање кола у квару. У ситуацији каква је наведена безмало је сигурно да би дошло или до катастрофалног квара прекидача или чак и до његове експлозије. 

## Типови аутоматских прекидача
Пуно различитих класа ових прекидача се може дефинисати, а да буду базирани на напону, типу конструкције, специјалним карактеристикама итд. 

## Нисконапонски аутоматски прекидачи
Нисконапонски (напона мањег од 1.000 AC) аутоматски прекидачи (ННАП) се користе најчешће у домаћинствима, као и у пословним и индустријским инсталацијама, укључујући:
- МАП (Минијатурни аутоматски прекидачи) —— ;декларисана струја не већа од 100 A. Карактеристика окидања се не може мењати. Рад базиран на температурној или температурно-магнетној промени. Прекидач десно доле припада овој групи.
- ПМАП (Посебно моделирани аутоматски прекидач)—— ; декларисане струје веће од 1.000 A. Рад базиран на температурној или температурно-магнетној промени. Може се подешавати струја окидања.
- Нисконапонски прекидачи могу се уграђивати у НН ормаре.

Особине НН аутоматских прекидача дате су међународним стандардом IEC 947. Ови прекидачи се уграђују у ормаре који имају извлачеђе фиоке, које дозвољавају замену и преповезивање, без растављања целог уређаја. 
Велики нисконапонски (НН) прекидачи у моделираним кућиштима, могу да имају управљање електричним моторима. Ово им дозвољава да буду управљани даљинском командом. Они могу чинити део спојног прекидача у системима подршке (то је онај прекидач који се укључује у случају нестанка главног напајања, рецимо између агрегата и мреже у болницама, или спојни прекидач између две мреже одговарајућег напона, када се врши селективно искључење одређеног дела мрежа, а напајање преко другог дела). 
Нисконапонски прекидачи се могу користити и у колима једносмерне струје. Мада се за примену у једносмерним колима користе посебни прекидачи, јер лук који се формира у колу једносмерне струје, не мења смер, као у наизменичним колима. 
Мали АП су монтирани или директно у опрему, или спаковани у разводну таблу. 
Аутоматски прекидач, номиналне струје 10 А, је најчешће уграђивани аутоматски прекидач у кућним инсталацијама по Европи. Унутрашња конструкција АП се састоји од:
1. Активациона полуга - користи се да се ручно укључи или искључи АП. Такође, она показује статус АП (да ли је укључен или искључен). Већина АП је тако конструисана да може да се искључи чак и кад се активациона полуга држи у положају „укључено” и ова функција се зове позитивно искључење.
2. Механизам покретача - представља склоп који врши састављање или растављање контаката.
3. Контакти - дозвољавају проток струје кад су спојени.
4. Улаз и излаз АП
5. Биметална трака
6. Калибрациони завртањ - дозвољава произвођачу да прецизно подеси АП после састављања.
7. Соленоид
8. Комора за гашење волтиног лука

### Магнетни аутоматски прекидач
Магнетни аутоматски прекидач користи соленоид, чија вучна сила расте са порастом струје. Контакти АП су осигурани резом. Како струја у соленоиду расте ван вредности одређене прекидачем, тако сила повлачи ове резе отпуштајући контакте који гурани опругама се раздвајају. Неки магнетни АП имају у свом саставу хидраулични механизам са временским одлагањем дејства. Током преоптерећења, захваљујући овом механизму, неће се искључити АП док се време које је предвиђено за реакцију не потроши. Овај поступак се користи у колима у којима је неопходно да се мотори покрену струјама већим од номиналних струја прекидача, а да они не би прекинули покретање, користи се ова временска задршка хидрауличним механизмом. У случају струје кратког споја, ова задршка нема ефекта јер је сила повлачења соленоида вишеструко већа па ће се коло прекинути без одлагања. Температура околине утиче на време одлагања али нема ефекта на вредност струје коју троши магнетни АП за свој рад.

### Термомагнетни аутоматски прекидач
Термомагнетни аутоматски прекидач, представљају најчешћи тип прекидача у разводним таблама, и они користе два принципа рада: 
први је електромагнетни, када због струје кратког споја делује и искључује коло, а 
други је биметални склоп који искључује АП после дуготрајног деловања струје нешто веће од номиналне.

### Одабир прекидача према оптерећењу
Одабир прекидача према оптерећењу се врши у зависности од номиналне струје намењене за трајни рад, као и од максималне струје кратког споја коју могу сигурно да прекину. 
У случају кратког споја, велика струја кратког споја може протицати кроз АП. Када контакти покушају да се отворе да би прекинули ток струје, појавиће се електрични лук који ће дозволити да се настави ток струје. 
Највећа струја кратког споја коју прекидач може да прекине одређена је тестирањем опреме. Зато се према међународним стандардима IEC 60898-1 и Европском стандарду EN 60898-1 дефинише појам номинална струја оптерећења n аутоматског прекидача за ниски напон, као струја коју овај прекидач може да подноси стално (на температури околине 30° целзијуса). Усвојене су следеће номиналне вредности : 6 A, 10 A, 13 A, 16 A, 20 A, 25 A, 32 A, 40 A, 50 A, 63 A, 80 A и 100 A. Аутоматски прекидачи су обележени ознаком номиналне струје али без симбола A. Уместо њега, користи се словни знак B, C или D који упућују на тренутну струју окидања, која представља минималну вредност струје која ће изазвати дејствовање прекидача да прекине коло без времена задршке (на пример, мање од 100 ms), са ознаком n:
| Тип | Тренутна струја окидања |
| --- | --- |
| B   | изнад 3 In па до и укључујући 5 In |
| C   | изнад 5 In па до и укључујући 10 In |
| D   | изнад 10 In па до и укључујући 20 In |
| K   | изнад 8 In па до и укључујући 12 In За заштиту оптерећења који често троше велике количине струје у кратким интервалима (око 400 до 2 ) у току нормалног рада .                  |
| Z   | изнад 2 In па до и укључујући 3 In за периоде реда десет и више секунди . За заштиту оптерећења као што су полупроводници или мерни уређаји који користе струјне трансформаторе. |

### Аутоматски прекидачи са својствима растављача
Код употребе трофазних потрошача, у коло са њима, према потреби, се везују трополни АП са заједничким окидањем, на сваку фазу. Да би се обезбедило искључивање свих фаза, чак и у случају квара на једној, користе се трополни аутоматски прекидачи са својствима растављача, односно са заједничким окидањем. Могу имати два или три окидајућа механизма у кућишту, или за мале прекидаче, могу имати пластиком састављене полуге за укључење. Постоје двополни, који се користе за искључивање два линијска вода (рецимо према разводним таблама) и трополни, за моторе или опет разводне табле .

## Аутоматски прекидачи средњег напона
У ову групу спадају аутоматски прекидачи напона инсталације од 1 до 72 kV и налазе се у металном кућишту, намењеном за унутрашњу уградњу, или за спољашњу уградњу у трафостаницама. Особине средњонапонских аутоматских прекидача одређене су међународним стандардом IEC 62271. Ови прекидачи готово увек користе одвојену команду за искључења (за разлику од оних ниженапонских, који користе термалну или магнетну прекострујну заштиту). 
Средње-напонски прекидачи се разврставају према медијуму за гашење волтиног лука :
- Вакуумски АП — са струјама оптерећења до 3.000 A, ови прекидачи прекидају струјно коло, гасећи волтин лук у вакуумској комори. У основи, ови АП се користе за напоне до 35.000 V, и ови АП имају дужи животни век од оних базираних на ваздуху.
- Ваздушни АП — са струјама оптерећења до 10.000 A. Карактеристика окидања им је обично променљива и електронски контролисана, мада неки модели имају микропроцесоре. Обично се користе у фабричким инсталацијама за главне прекидаче.
- SF6 АП гасе волтин лук помоћу одувавања волтиног лука у комору са сумпор хексафлуорид гасом .

## Високо-напонски аутоматски прекидачи
Мреже за пренос електричне енергије су заштићене и контролисане АП за високи напон. Дефиниција високог напона се разликује, али се уопштено прихвата да је то напон виши од 72.500 V, према спецификацији коју је издало међународно тело у области електротехнике (IEC). Високо-напонски АП су готово увек управљани соленоидима, са релејима за диференцијалну заштиту, који су повезани на струјне мерне трансформаторе. 
Високо-напонски прекидачи су разврстани према медијуму за гашење волтиног лука:
- Рафинирано уље
- одувавање ваздухом
- SF6

Неки од произвођача ових АП су ABB, AREVA, Mitsubishi Electric, Cutler-Hammer (Eaton Corporation), Siemens, Toshiba, Schneider Electric и други. 
Аутоматски прекидачи високог напона се разврставају у две групе: „живи оклоп“, где кућиште у којем је механизам растављача, се налази на линијском потенцијалу, или мртви оклоп чије кућиште је на потенцијалу земље. Високо-напонски АП за наизменичну струју се праве за напоне до 765 kV. 
Високо-напонски АП који се користе у систему преноса електричне енергије, дозвољавају искључивање једног пола трофазног система, уместо искључивања све три фазе. За неке класе кварова или грешци ово поправља стабилност целог система.

## Високонапонски аутоматски прекидачи са
Високо-напонски АП су доживели велике промене од кад су представљени јавности пре око 40 година, и неколико великих промена су доживели, који су довели до промене напона на којем прекидачи раде, као и струја оптерећења. Ови прекидачи су намењени за унутрашњу и спољашњу уградњу. 
Прекидање струје у овим прекидачима се врши раздвајањем контаката у медијуму као што је 6, који има одличне диелектричне особине и особине за гашење волтиног лука. 
Одувавање лука гасом мора бити способно да веома брзо смањи температуру измећу контаката са 20.000 K на мање од 2.000 K у неколико микросекунди, тако да буде способан да поднесе транзијентни повратни напон који ће се појавити на контактима после прекида. Сумпор хексафлуорид се користи за напоне више од 52 kV.
У 1980-им и 1990-им годинама, притисак неопходан да се Волтин лук угаси гасом се добијао од саме температуре лука. 

### Кратко подсећање
Први патенти о SF6 појавили су се у Немачкој 1938. и пријавио их је Витали Гросе из компаније АЕГ и независно од њега, нешто касније у јулу 1951. господа Лингал, Браун и Сторм, сви из Вестингхауса. Прва индустријска примена SF6 била је 1953. Развијени су прекидачи за напон од 15 kV до 161 kV са оптерећењем од 600 A. Први високо-напонски прекидач SF6 направљен у Вестингхаусу 1956. могао је да прекине струју од 5 kA напона 115 kV, а имао је 6 комора за гашење у редној вези по полу. 1957. је се појавила нова техника SF6 АП код којег је померање клипа и цилиндра повезаног са покретним деловима коришћено да створи притисак неопходан за одувавање волтиног лука кроз дизну направљену од изолационог материјала (слика број 1). У овој техници, пораст притиска гаса је добијено његовим сабијањем. Први високо-напонски SF6 АП који је имао способност да издржи велику струју кратког споја, направљен је у Вестингхаусу 1959. Овај АП у мртвом оклопу, могао је прекинути 41.8 kA под напоном од 138 kV (10,000 MV·A) и 37.6 kA под напоном од 230 kV (15,000 MV·A). Ова достигнућа су већ била велика, али три коморе по полу и високи притисак непоходан за гашење лука (1.35 MPa) су били велики недостатак који је се морао избећи. Одличне особине SF6 довеле су до велике примене у 1970-им годинама и до развоја прекидача базираних на сумпор хексафлуориду, раздвојне моћи и до 800 kV.
Нови успех је био око 1983. када је направљен једнополни прекидач напона 245 kV и одговарајући, напона 420kV до 550 kV и 800 kV, са 2, 3, и 4 коморе по полу. Ово је довело до потпуне доминације прекидача батираних на SF6 у целом високо-напонском делу .
Неколико особина SF6 прекидача може описати њихов успех:
- Једноставност коморе за гашење, која не треба помоћну комору;
- Аутономност обезбеђена техником одувавања;
- Кратко време прекида 2 до 2.5 циклуса;
- Висока поузданост, која дозвољава готово 25 година рада без одржавања;
- Уграђени отпорник или синхронизоване операције, да се спречи појава пренапона приликом прекидања ;
- Поузданост и доступност;
- низак степен буке.

Смањење броја комора за гашење по полу довеле су до упрошћавања АП као и до смањивања делова који чине уређај .

### Комора са термичким ударом
Новији типови комора у SF6 АП, који имају најновије принципе прекидања струје, развијају се већ 15 година. У њима је извршено редуковање, односно умањење динамичких сила у прекидачима. Овај систем са техником самогашења развија се од 1996.
Ова унапређења су постигнута коришћењем дигиталних симулатора који су променили геометрију прекидне коморе .
Ова техника се показала веома делотворна и веома се често користи на високо-напонским АП напона до 550 kV. Ова техника је дозволила развој нових врста АП базираних на механизмима са опругама. 
Умањење енергије потребне за рад углавном је добијено, умањењем количине енергије која се користи за компресију гаса искоришћавањем енергије волтиног лука.

### Самогасећа комора
Даље усавршавање технологија за гашење волтиног лука, добило се појавом вентила између експанзионог и компресионог дела .
Када се прекидају мале струје, вентил се отвара под притиском генерисаним због тога што је притисак у компресионом делу већи него онај у експанзионом. Одувавање лука добија се кретањем клипа и потискивањем гаса. У случају прекидања велике струје, енергија лука ствара висок притисак у експанзионом делу, што доводи до затварање вентила и изоловања експанзионог дела од компресионог. Натпритисак потребан за прекидање добија се употребом термичког ефекта и ефекта запушења дизне које се дешава када год волтин лук значајно умањи истицање гаса из дизне. 
Да би се спречила превелика потрошња енергије због компресије гаса, вентил је монтиран на клип да би ограничио натпритисак у компресионом делу на вредност која довољна за прекидања малих струја. 
Ова техника је у комерцијалној употреби од 1996.

### Двоструко кретање контаката
Веома важно умањење потрошње енергије за рад АП се може добити умањењем кинетичке енергије која се троши приликом операције прекидања. Један начин је да се размакну два контакта измећу којих се јавља лук у различитим смеровима, за разлику од ових принципа горе где се креће само један контакт. 

### Поређење технологија са двоструким и једноструким кретањем контаката
Покретање два контакта уместо једног упола умањује брзину кретања покретних делова механизма. У принципу, кинетичка енергија треба да буде четвртина оне која се троши код једноструког кретања, уколико маса покретних делова није повећана. Међутим, како је маса покретних делова очигледно увећана, исправни прорачун уштеде кинетичке енергије је 60% .

### Комора термичког удара са отварањем помоћу енергије волтиног лука
У овој техници се користи енергија лука, са једне стране да створи удар од термичког ширења и, са друге стране, да убрза кретање покретних делова механизма када прекида струјно коло. 
Са овим принципом раздвајања контаката, код прекидања веома великих струја могуће је увећање енергије окидања за око 30%, тако да је најбоље да се овај механизам користи код прекидања струја самих генератора.

### Аутоматски прекидачи струје генератора
Аутоматски прекидачи струје генератора повезују се између генератора и излазног трансформатора. Они се углавном користе код излаза генератора велике снаге (100 MVA до 1800 MVA) да би их заштитили поуздано, брзо и јефтино. Такви прекидачи морају да буду способни да пропусте велике струје у номиналном раду (6.3 kA до 40 kA), и да имају велику прекидну моћ (63 kA до 275 kA).
Један такав прекидач се налази на слици десно за напон 17.5 kV и струју 63 kA.

### Утрошак енергије
Утрошак енергије потребан за окидање ових прекидача смањен је 5 до 7 пута за 27 година. Ово описује напредак постигнут на усавршавању ових уређаја .

### Шта обећавају новине у овим системима
У скорој будућности, могу се повећати могућности за прекидање струја (са 63 kA на 80 kA) које захтевају неке области због повећања потрошње .